# Leoncio Lara
Leoncio Lara Álvarez  (Chihuahua, nacido el 9 de agosto de 1965), conocido profesionalmente como Leoncio "Bon" Lara, es un compositor, pianista y guitarrista mexicano. Es conocido por su trabajo como compositor de bandas sonoras, principalmente para películas.
Sus obras notables incluyen Don Gato y su pandilla (2011), Rudo y Cursi (2008), y la franquicia de entretenimiento y serie cinematográfica de animación, Las Leyendas. Fue miembro y compositor principal de su antigua banda, Bon y los Enemigos del Silencio.